# Großes Benediktbeurer Passionsspiel
Das Große Benediktbeurer Passionsspiel ist eines von sechs geistlichen Spielen aus der um 1230 wahrscheinlich in Tirol, möglicherweise im Kloster Neustift bei Brixen entstandenen Sammelhandschrift Codex Buranus. Es gilt als einziges vollständig überliefertes lateinisch-mittelhochdeutsches Passionsspiel des Mittelalters. Inhaltlich und sprachlich orientiert es sich stark an der biblischen Passionsgeschichte. Gegenstand sind außerdem Passagen in Strophenform wie die Marienklagen sowie die vom Bibeltext ebenfalls abweichende Magdalenenszene, die zugleich einen Schwerpunkt darstellt und beispielhaft verdeutlicht, dass das Spiel nicht als Darstellung historischen Geschehens, sondern als dessen Deutung zu verstehen ist.
Angesichts der teilweise unübersichtlichen, von verschiedenen Händen ausgeführten Niederschrift sind der genaue Umfang des Spiels sowie die Reihenfolge einzelner Szenen strittig. Die Autoren des aus Stücken unterschiedlicher Herkunft zusammengesetzten Benediktbeurer Passionsspiels sind unbekannt. Das Spiel steht unter der Nummer 16* im Anhang des Codex Buranus, dessen Inhalt als Carmina Burana (Lieder aus Benediktbeuern) bezeichnet wird. Die Handschrift wurde 1803 im Kloster Benediktbeuern entdeckt. Ihre heutige Popularität verdanken die Carmina Burana dem Komponisten Carl Orff, der Ausschnitte, auch aus dem Benediktbeurer Passionsspiel, vertonte und 1937 uraufführen ließ.

## Inhalt des Benediktbeurer Passionsspiels

### Aufbau und Gliederung
Das Benediktbeurer Passionsspiel ist aufgebaut aus biblischen und liturgischen Texten sowie rhythmischen lateinischen und deutschen Strophen. Thematisch ist es in neun Szenen unterteilt.
1. Berufung der Jünger (V. 1–16)
2. Magdalenenszene (V. 17–166)
3. Erweckung des Lazarus; Verrat des Judas (V. 167–183)
4. Ölberg (V. 184–204)
5. Verleugnung des Petrus und Prozess Jesu (V. 205–239)
6. Judas’ Reue (V. 240–243)
7. Kreuzigung (V. 244–247)
8. Marienklagen (V. 248–308)
9. Jesu Tod (V. 309–322)

Andere Editionsausgaben nehmen eine feinere Gliederung vor. Hintergrund sind unter anderem Versuche, bestimmte Passagen, an deren sinnvoller Reihenfolge in der Überlieferung es Zweifel gibt, neu anzuordnen. Alfons Hilka, Otto Emil Schumann und Bernhard Bischoff sehen wie andere zudem einen im Codex Buranus im Anhang überlieferten und als Nummer 23* geführten Gesang des Joseph von Arimathia, der den Leib Christi bestattet, dem Benediktbeurer Passionsspiel zugehörig und fügen ihn am Ende des Spiels hinzu. Sie unterteilen das Spiel in 31 Szenen.
1. Jüngerberufung (V. 2–3)
2. Heilung eines Blinden (V. 4–7)
3. Jesus und Zachäus (V. 8–10)
4. Einzug in Jerusalem (V. 11–15)
5. Gastmahl des Simon Phariseus (V. 16–18)
6. Weltleben der Maria Magdalena (V. 19–87)
7. Bekehrung der Maria Magdalena (V. 88–122)
8. Salbung Jesu durch Maria Magdalena (V. 123–166)
9. Auferweckung des Lazarus (V. 167–171)
10. Verrat des Judas (V. 172–183)
11. Abendmahl (V. 183c)
12. Gebet auf dem Ölberg (V. 184–191)
13. Gefangennahme Jesu (V. 192–205)
14. Verleugnung des Petrus (V. 204a–204f)
15. Beratung der Juden (V. 206–209)
16. Jesus vor Pilatus (V. 210–214)
17. Jesus vor Herodes (V. 215–216)
18. Aussöhnung des Pilatus und des Herodes (V. 216b)
19. Geißelung (V. 226a)
20. Dornenkrönung (V. 227–228)
21. Verurteilung Jesu durch Pilatus (V. 240)
22. Reue des Judas (V. 241–243)
23. Jesus auf dem Weg nach Golgatha (V. 240a)
24. Jesus und die Töchter von Jerusalem (V. 244)
25. Kreuzigung (V. 244a)
26. Anbringung der Inschrift am Kreuz (V. 245–247)
27. Marienklage (V. 248–270)
28. Kreuzesworte (V. 271–274, 277, 282–284)
29. Heilung des Longinus (V. 275–276, 278–281)
30. Begräbnis Jesu (Nr. 23*, V. 1–16)
31. Prolog (V. 1)

Uneinigkeit herrscht, wie die beiden Beispiele schon zeigen, auch über die Verszählung, die deshalb von Ausgabe zu Ausgabe teilweise stark abweicht. Unter anderem ist strittig, ob um der Übersicht willen die Regieanweisungen entgegen früheren Verfahrensweisen mitgezählt werden sollten.

### Haupt- und Nebentext
Die Regieanweisungen werden im Benediktbeurer Passionsspiel auffallend ausführlich gegeben. In der Handschrift sind sie mit größeren Buchstaben und mit roter Tinte notiert vom Haupttext deutlich abgesetzt. Zu Beginn des Spiels unterscheiden sie sich von der heutigen Praxis in ihrer distanzierten Formulierung, die möglicherweise den Unterschied zwischen Darsteller und dargestellter Figur verdeutlichen soll. So beginnt etwa die Regieanweisung zwischen den ersten beiden Versen mit den Worten „Postea vadat dominica persona […]“ (‚Dann soll jener, der den Herrn darstellt […]‘). Im weiteren Verlauf werden uns vertraute Wendungen wie „Iesus dicit“ (‚Jesus sagt‘) oder „Iesus respondet“ (‚Jesus soll antworten‘) verwendet.

### Figurenrede
Die geistlichen Spiele gelten als Hauptgruppe der mittelalterlichen Dramen und sind Produkt der Weiterentwicklung der älteren Feiern. Die verwendete Sprache beginnt sich zwar nur langsam von den liturgischen Texten zu lösen, es kommt aber zum verstärkten Einsatz der direkten Figurenrede, die auch im Benediktbeurer Passionsspiel dominiert. Nur bis zum Beginn der Magdalenenszene in Vers 19 übernimmt wahrscheinlich ein Sprecher oder ein Chor die Erklärung der Rahmenhandlung. Die Regieanweisungen bleiben diesbezüglich jedoch unklar.

### Handlung
Eine solche vermutlich von einem Sprecher oder Chor vorgetragene Passage leitet das Benediktbeurer Passionsspiel ein. Inhaltlich greift sie die in der Chronologie des Spiels erst viel später vorgesehene Verurteilung und Dornenkrönung Jesu auf. Hilka, Schumann und Bischoff werten die Szene als Prolog.
Beginnend mit der Berufung der Jünger ist im Folgenden, wenn auch stark verkürzt, so doch in enger Orientierung an der biblischen Vorlage, die Passionsgeschichte Gegenstand des Spiels. Für die Darstellung der eigentlichen (Passions-)Handlung wurden in der Hauptsache biblische Texte verwendet. Darüber hinaus bedient sich das Benediktbeurer Passionsspiel Stücken verschiedenen Ursprungs, so der Marienklagen, die vor der mit Jesu Tod endenden Schlussszene breiten Raum einnehmen, und der im Folgenden weiter erläuterten Magdalenenszene, die zugleich eine Besonderheit und einen Schwerpunkt des Spiels bildet.

## Die Magdalenenszene

### Ursprung und Verbreitung
Magdalenenszenen haben in unterschiedlichen Variationen Aufnahme in alle heute noch bekannten mischsprachigen Passionsspiele gefunden. Ihr unterschiedlicher Umfang repräsentiert die Vielfalt der je nach Einstellung und Mitteln einer Kirche zum Teil sehr einfachen und kurzen, zum Teil sehr aufwendigen und ausführlichen geistlichen Spiele der Zeit.
Vorlage der Magdalenenszene des Benediktbeurer Passionsspiels war ein Magdalenenspiel in lateinischer Sprache, das Bernhard Bischoff aus dem im Benediktbeurer Passionsspiel und im auf das frühe 14. Jahrhundert datierten Wiener Passionsspiel überlieferten Magdalenenszenen rekonstruierte. Inhaltlich sind das ausschweifende, auf weltliche Verlockungen fokussierte Leben und die anschließende Bekehrung der Maria Magdalena nach der mehrmaligen Intervention eines Engels Gegenstand.

### Deutung

#### Weltleben der Maria Magdalena
Ansatzpunkt für die Analyse der Entwicklung der Magdalenenszene ist zunächst die sehr unterschiedliche Darstellung in Bezug auf die Todsünden Superbia (Hochmut) und Luxuria (Wollust), derer Maria Magdalena sich nach gängiger Deutung schuldig macht. Während die Beschreibung in den rein lateinischen Fassungen auf die Körperpflege und die im Tanz zum Ausdruck gebrachte Körperlust beschränkt ist und es somit bei Anspielungen bleibt, werden in den mischsprachigen Passionsspielen Hurerei und Freude an der eigenen Schönheit klar benannt.
In diesem Zusammenhang ist auch eine Bemerkung Günter Bernts zu sehen, die Aufnahme volkssprachiger Strophen zeige, dass die geistlichen Spiele zunehmend nicht nur Kleriker, sondern ein größeres Publikum ansprechen sollten. Diesbezüglich könnte sich neben der Verständlichkeit der Sprache auch die Darstellungsform zugunsten der Popularität des Passionsspiels ausgewirkt haben.
Günter Bernt sieht die Figur der Maria Magdalena im Magdalenenspiel als Verkörperung des Menschen, „der den Freuden des Diesseits ergeben ist“. Nicht zuletzt der Beginn der Magdalenenszene des Benediktbeurer Passionsspiels mit Maria Magdalenas ersten Worten „Mundi delectatio“ (‚Sei gepriesen, Lust der Welt‘) in ihrem als Vagantenstrophe verfassten Auftrittslied (V. 19–26) spricht für diese Deutung.
So entsteht ein Kontext, in dem das dem Auftrittslied folgend in das Benediktbeurer Passionsspiel aufgenommene Minnelied „Chramer, gip die varwe mier“ (V. 35–52) auf einer neuen Bedeutungsebene erscheint. Das ursprünglich „unschuldige Liedchen“ werde, so Helmut de Boor und Richard Newald, zur Charakterisierung einer Sünderin herangezogen und damit „pervertiert“. In dem mittelhochdeutschen Lied kauft Maria Magdalena Schminke, mit dem Ziel, sich für Männer attraktiv zu machen: „Chramer, gip die varwe mier/diu min wengel roete/da mit ich die iungen man/an ir danch der minneliebe noete“ (‚Krämer, gib die Schminke mir/die meine Wangen röte/damit ich die jungen Männer/mir gefügig machen kann‘).
De Boor und Newald sehen hier auch einen Hinweis auf den Wandel, der dem hochmittelalterlichen Wertesystem im Spätmittelalter widerfahren sei. Ehemalige Werte würden nun als Laster gedeutet. Unter Berücksichtigung der ursprünglichen Bedeutung von Minne wird die Grundlage dieser Argumentation im zweiten Teil des Lieds besonders deutlich. Dort heißt es: „Minnet, tugentliche man/minnekliche vrawen/minne tuot iu hoech gemut/unde lat euch in hoehen eren schauwen“ (‚Schenkt, rechtschaffene Männer/gütlich den Frauen eure Liebe/Liebe macht euch stolz/und bringt euch Ehre‘). Insbesondere im Zusammenhang mit dem folgenden Refrain „Seht mich an, iungen man/lat mich iu gefallen“ (‚Seht mich an, ihr jungen Männer/lasst mich euch gefallen‘) aus dem Mund der sich den weltlichen Verlockungen bedingungslos hingebenden Maria Magdalena erhält der Text eine von seinem Ursprung als Minnelied entfremdete Bedeutung, die de Boor und Newald in die Nähe von „Hochmut und Sexualität, ja Prostitution“ rücken.

#### Bekehrung der Maria Magdalena
Typisch für die überlieferten Magdalenenszenen ist der plötzliche Sinneswandel der Maria Magdalena, die Bekehrung. Die Darstellung dieses Vorgangs im Benediktbeurer Passionsspiel verbildlicht als einzige eines mischsprachigen Spiels den inneren Zwiespalt der Maria Magdalena. Tagsüber singt sie, vom Teufel regiert, weltliche Lieder, nachts erscheint ihr ein Engel, der ihr die Botschaft vom Wirken Jesu Christi überbringt. De Boor und Newald sehen hier einen Hinweis auf das Spannungsfeld zwischen Himmel und Hölle, in dem sich der Mensch in all seinem irdischen Handeln bewege, „in andauernder Auseinandersetzung mit ihren Verlockungen und Forderungen“.
Nach ihrem unvermittelten Sinneswandel (V. 114ff.) tauscht Maria Magdalena ihre weltliche Kleidung zum Zeichen der Bekehrung gegen ein schwarzes Gewand und bittet Jesus mit Erfolg um Vergebung ihrer Sünden. Während weder für das Weltleben noch für die Bekehrung eine Textgrundlage in der Bibel existiert, ist die Salbung Jesu im Zusammenhang mit der Sündenvergebung offensichtlich auf Basis ähnlicher Schilderungen in den vier Evangelien entstanden. Die Sündenvergebung selbst (V. 157) geschieht sogar in biblischem Prosatext. Am Ende der Szene entfernt sich Maria Magdalena und stimmt unter Tränen den Klagegesang „Awe, awe, daz ich ie wart geborn!“ (‚Wehe mir, dass ich je geboren wurde!‘) an.

## Wirkungsgeschichte
Der Schluss der Magdalenenszene ist ein Beispiel für die zahlreichen Kontroversen, die insbesondere seit dem 20. Jahrhundert um das Benediktbeurer Passionsspiel geführt wurden. Die bis dahin wohl umfangreichsten Eingriffe nahm Eduard Hartl in seiner 1952 erschienenen Editionsausgabe vor. „Aus zwingenden Gründen“, schreibt er, „habe ich manche Auftritte anders einfügen müssen, als die Hs. sie anordnet“.
Die Einschätzung, Maria Magdalenas Klage ergebe an der Position nach der Sündenvergebung keinen Sinn mehr, vertritt Hartl zwar nicht exklusiv, weder er noch andere fanden jedoch eine ihnen passender erscheinende Stelle für die Passage. Auch in der kritischen Ausgabe der Carmina Burana von Alfons Hilka und Otto Schumann, die heute als maßgeblich gilt, bleibt die Klage an ihrem Platz.
Rolf Steinbach beschäftigt sich in seinen Überlegungen mit dem Ende der Klage. Der Schlusssatz „Wol uf, ir gueten man unde wip, got will rihten sele unde leip“ (‚Gewiss, ihr ehrenhaften Männer und Frauen, Gott wird richten über Seele und Leib‘; V. 164f.) zeige, dass der Gesang nicht etwa „als unmittelbare Gefühlsaussprache, sondern als Deutung des Magdalenenspiels […] zu begreifen“ sei. Der Schlussgesang stehe, wie die Darstellung der Bekehrung insgesamt, als „Zeichen für die völlige Verlorenheit des Menschen“.
Ohnehin weist Steinbach die meisten Zweifel an der richtigen Positionierung einzelner Szenen als nicht nachvollziehbar zurück, auch dann, wenn das Spiel von der in der Bibel vorgegebenen Chronologie der Ereignisse abweicht. „Immer wieder gilt sich klarzumachen, dass die Spiele Weltgeschehen nicht wiedergeben, sondern deuten wollen“, so Steinbach. Hartl begründet seine Umgestaltungen am viel diskutierten Schluss des Spiels, der mit den höhnischen Zurufen der Juden (V. 281ff.) erst nach Jesu Tod zunächst verwirrt, mit der Argumentation, dieser sei „ebenso wenig wirkungsvoll wie denkgerecht: nachdem Zeichen und Wunder geschehen sind, wäre doch der Spott der Juden wenig angebracht“. Gerade an deren Hohn als Antwort auf die unmittelbar zuvor dargestellte Heilung des Longinus wolle das Benediktbeurer Passionsspiel die „Verstockung der Juden“ zeigen, entgegnet Steinbach.
Entsprechend sei der auf den Todesschrei Jesu, „Ely, Ely, lema sabactany“ (‚Mein Gott, mein Gott, warum hast du mich verlassen?‘, eigentlich Aramäisch אֵלִי אֵלִי לְמָה שְׁבַקְתָּנִי ’eli, ’eli, lema schewaktani oder ܐܹܝܠ ܐܹܝܠ ܠܡܵܢܵܐ ܫܒܲܩܬܵܢܝ ’il, ’il, lmana schwaktan; V. 277), bezogene Ausspruch „Eliam vocat iste“ (‚Der rufet dem Elias‘; V. 282) nicht bloß als Missverständnis eines Wortes seitens der Juden zu verstehen, sondern solle deren Unglauben offenbaren, so Steinbach. Beide Szenen entgegen der Überlieferung in der Handschrift Hartls Konjekturen entsprechend direkt aufeinander folgen zu lassen, sei nicht notwendig. Die Spiele hätten „auf unmittelbare Anknüpfung keinen Wert“ gelegt.
Während Steinbachs Frage, welchen Sinn die Aufführung eines ohnehin schon bekannten Inhalts ergebe, zunächst etwas befremdlich anmuten mag – man denke in diesem Zusammenhang nur an die bis heute so gängige wie verbreitete Darbietung der Passionsgeschichte in den bekannten kirchenmusikalischen Werken –, ist sein auf den ersten Blick recht simpel erscheinender Hinweis, „nicht die historische Fassbarkeit, sondern ihre Übersetzlichkeit macht das Heilsgeschehen bedeutsam“, umso hilfreicher. Auf diese Weise lassen sich Ungereimtheiten erklären, wie zum Beispiel Zachäus’ Versprechen, alles widerrechtlich Erworbene vierfach zurückzuzahlen, ohne dass Jesus ihn zuvor beschuldigt (V. 9). Hier und an anderen Stellen des Benediktbeurer Passionsspiel kann der Inhalt nur im Zusammenhang mit dem Bibeltext wirken. „Bei werkimmanenter Betrachtung […] bleibt vieles unverständlich“, stellt Steinbach fest. Ohne den Bezug zur Bibel zerfalle das Spiel in „lauter zusammenhanglose Einzelstücke“.
Wo es, wie im Benediktbeurer Passionsspiel, „um die Gegenwart göttlicher Heilskräfte geht, wird der historische Ablauf belanglos“, so Steinbach. Janota stellt fest, dass mit der „Konzentration auf die Passion Jesu als die entscheidende Erlösungstat […] das Thema von Sünde und Erlösung in das Zentrum des Spiels“ rücke. Das Benediktbeurer Passionsspiel ist insoweit als Deutung der biblischen Passionsgeschichte zu verstehen.

## Geschichte des Benediktbeurer Passionsspiels

### Entstehung
Die geistlichen Spiele allgemein gelten als eine ursprüngliche Schöpfung des Mittelalters, deren Entstehung eng mit der Liturgie verbunden ist. Das mittelalterliche Passionsspiel betreffend ist die Annahme verbreitet, es sei aus einer Erweiterung der Osterspiele, die das vorausgehende Geschehen gemäß der Überlieferung in der Bibel in die Darstellung einbezog, hervorgegangen. Dafür spricht, dass in anderen Zusammenhängen eine fortschreitende Ausweitung von geistlichen Spielen durch Hinzufügen neuer Szenen nachgewiesen werden konnte. Die Übertragbarkeit dieser Belege auf die Passionsspiele steht allerdings in Zweifel. Ohne eine alternative Lösung anzubieten, gehen neuere Forschungen vielmehr davon aus, dass die stark voneinander abweichenden Ausformungen des Spieltyps aus dem 13. und 14. Jahrhundert gegen diese Folgerung sprechen. Bergmann weist in seiner Diskussion verschiedener Entstehungstheorien, in denen wechselweise unter anderem die Marienklagen, liturgische Feiern zur Bekehrung Maria Magdalenas oder der Auferweckung des Lazarus, Passionsberichte in den Evangelien und die Liturgie der Karwoche Ausgangspunkt sind, Widersprüche nach. Er gibt aber zu bedenken, dass die „Möglichkeiten einer zusammenfassenden Auswertung der […] Einzelergebnisse“ aufgrund der „verhältnismäßig kleinen Zahl überlieferter Passionsspiele“ begrenzt sei und „manche Fragen […] offen bleiben“ müssten. „Die Entstehung des Passionsspiels“, stellt gar Janota fest, „liegt völlig im Dunkeln.“

### Überlieferung
Die vielen von der Entstehungsgeschichte unabhängigen Kontroversen zum Benediktbeurer Passionsspiel mögen ein Grund dafür sein, dass es so häufig herausgegeben wurde wie kein anderes Spiel der Zeit. Sie sind zum einen auf die genannten inhaltlichen Unklarheiten zurückzuführen, vor allem aber auch auf die Handschrift selbst und die „ungenaue Arbeitsweise der Schreiber“.
Das Spiel findet sich im Codex Buranus auf den in Größe und Linierung von der übrigen Sammelhandschrift abweichenden Blättern 107r bis 110r, bricht dann mitten im Satz ab und wird, mehrfach unterbrochen, auf den Blättern 111v und 112v fortgesetzt. Es füllt damit fast die gesamte letzte Lage der Handschrift aus.
Mehrfach treten Schriftwechsel auf. Die Spielanweisungen sind wiederum von einer anderen Hand nachgetragen worden. Abweichend von allen übrigen Szenen des Spiels sind die Regieanweisungen zum Gespräch zwischen Joseph von Arimathia und Pontius Pilatus auf dem letzten Blatt nicht rot, sondern schwarz geschrieben. Das Beispiel dieser sogenannten Grablegungsszene verdeutlicht, welche Probleme die Überlieferung aufgibt. Die Szene ist von anderer Hand, auf einem neuen Blatt und in einem abweichenden Dialekt notiert. Dennoch hat es sich in der Forschung durchgesetzt, das Gespräch dem Benediktbeurer Passionsspiel als Schlussszene zuzuordnen, auch mangels einer Erklärung, wie und warum andernfalls eine unselbstständige Szene in den Codex Buranus gelangt sein sollte. Beispiele für Schrift- und Dialektwechsel gebe es in dem Spiel ohnehin an mehreren Stellen, ebenso Szenen, die unterbrochen und erst auf der nächsten Seite fortgesetzt würden, argumentiert Steinbach. An anderer Stelle, so bei der Umstellung der Verleugnungsszene, seien Eingriffe hingegen berechtigt. Sie sei „durch die ungenaue Arbeitsweise der Schreiber in die Gefangennahme Jesu geraten“.

## Zweisprachigkeit Latein/Mittelhochdeutsch
Anders als in den Osterspielen, bei denen mischsprachige und deutsche Spiele über einen langen Zeitraum nebeneinander existierten, gelten die zweisprachigen Passionsspiele als Zwischenstufe in der Entwicklung vom lateinischen zum volkssprachigen Passionsspiel. Janota ordnet das Große Benediktbeurer Passionsspiel als erstes Textzeugnis eines deutschen geistlichen Spiels ein. Wie bereits erwähnt, wertet Bernt die Aufnahme volkssprachiger Strophen dahingehend, dass die Spiele vermehrt nicht mehr nur Kleriker ansprechen sollten, sondern zunehmend für ein breiteres Publikum konzipiert wurden, das des Lateinischen in der Regel nicht mächtig war.

## Rezeption

### Aufführungspraxis bei Erscheinen
Das Benediktbeurer Passionsspiel ist das älteste bekannte mischsprachige Passionsspiel im bairischen Sprachgebiet, „aber die tonangebende Spiellandschaft für diesen Spieltyp liegt während des 14. Jahrhunderts nach Lage der Überlieferung im Rheinfränkischen“, so Janota. Zur konkreten Aufführungspraxis des Benediktbeurer Passionsspiels fehlen Hinweise.

### Vertonung von Carl Orff
Der Komponist Carl Orff (1895–1982) hat Ausschnitte aus dem Codex Buranus vertont. Sein Werk Carmina Burana mit 24 Stücken wurde 1937 in Frankfurt am Main uraufgeführt. Es handelt sich dabei um eine völlige Neuvertonung. Zwar sind viele der zum Gesang bestimmten Dichtungen des Codex Buranus mit Neumen genannten Notenzeichen versehen. Deren Bedeutung konnte bislang jedoch nicht rekonstruiert werden. Aus dem Benediktbeurer Passionsspiel hat Orff das Lied „Chramer, gip die varwe mier“ ausgewählt und dem ersten Teil seines Werks unter dem Titel „Im Frühling“ zugeordnet.

### Textausgaben
- Günter Bernt (Hrsg.): Carmina Burana. Die Lieder der Benediktbeurer Handschrift. Vollständige Ausgabe des Originaltextes nach der von Bernhard Bischoff abgeschlossenen kritischen Ausgabe von Alfons Hilka und Otto Schumann. Übersetzung der lateinischen Texte von Carl Fischer, der mittelhochdeutschen Texte von Hugo Kuhn. Anmerkungen und Nachwort von Günter Bernt. 2. Auflage. dtv, München 1983.
- Bernhard Bischoff, Alfons Hilka (Hrsg.): Carmina Burana. Die Trink- und Spielerlieder, die geistlichen Dramen. Mit Benutzung der Vorarbeiten Wilhelm Meyers kritisch herausgegeben von Alfons Hilka und Otto Schumann, Bd. 3. Winter, Heidelberg 1970.
- Eduard Hartl (Hrsg.): Das Benediktbeurer Passionsspiel. Das St. Galler Passionsspiel. Niemeyer, Halle an der Saale 1952.
- Benedikt Konrad Vollmann (Hrsg.): Carmina Burana. Texte und Übersetzungen. Mit den Miniaturen aus der Handschrift und einem Aufsatz von Peter und Dorothee Diemer. Bibliothek des Mittelalters, Bd. 13. Deutscher Klassiker-Verlag, Frankfurt am Main 1987.

### Sekundärliteratur
- Rolf Bergmann: Katalog der deutschsprachigen geistlichen Spiele und Marienklagen des Mittelalters. Unter Mitarbeit von Eva Pauline Diedrichs. Beck, München 1986.
- Ingeborg Glier (Hrsg.): Geschichte der deutschen Literatur von den Anfängen bis zur Gegenwart. Die deutsche Literatur im späten Mittelalter. 1250–1370. Reimpaargedichte, Drama, Prosa. Von Helmut de Boor und Richard Newald. Beck, München 1987.
- Eduard Hartl: Die Entwicklung des Benediktbeurer Passionsspiels. In: Euphorion 46, 1952, S. 113–137.
- Johannes Janota: Geschichte der deutschen Literatur. Orientierung durch volkssprachliche Schriftlichkeit, Bd. 3/1. Niemeyer, Tübingen 2004.
- Karl Langosch: Geistliche Spiele. Unveränderter Nachdruck der Ausgabe von 1957. Wissenschaftliche Buchgesellschaft, Darmstadt 1961.
- Rolf Steinbach: Die deutschen Oster- und Passionsspiele des Mittelalters. Versuch einer Darstellung und Wesensbestimmung nebst einer Bibliographie zum deutschen geistlichen Spiel des Mittelalters. Kölner Germanistische Studien, Bd. 4. Böhlau, Köln 1970.
- Dieter Schaller: Carmina Burana. In: Lexikon des Mittelalters, Bd. 2. dtv, München 2002.
- Henning Thies: Carmina Burana. In: Kindler Literaturlexikon Online derkindler.de (Memento vom 29. Juli 2012 im Webarchiv archive.today).